# Aïr og Ténéré naturreservat
Aïr og Ténéré naturreservat er et naturreservat og verdensarvområde i Niger, i Saharaørkenen. Reservatet omfatter Aïrbjergene og ørkenområdet kendt som Ténéré. Området er det største fredede områd i Afrika, og omfatter 7,7 millioner hektar. 40% af reservatet ligger i den nordøstlige del af Aïrbjergene, mens de øvrige 60% ligger i den vestlige del af Ténéré-ørkenen. Området ligger i Nigers nordlige region Agadez.
Området har ingen lang forhistorie som naturbeskyttelsesområde. I 1981 blev det sat under tilsyn af den statslige naturforvaltning. En fredning blev vedtaget i 1988, reservatet blev verdensarvsområde i 1991, og i 1997 blev 239.700 km² udpeget til Biosfærereservat under UNESCOs Man & Biosphere program.

## Aïrbjergene
Aïr (alternativt Aïrmassivet eller Azbine) er et triangelformet bjergmassiv med højder op til 1830 moh.
Befolkningen i området omkring Aïr lever et nomadeliv, baseret på kameler og geder som giver mælk, kød og skind.
Aïr er kendt for sine klippemalerier som er fra 6000-tallet f.Kr. til omkring år 1000 e.Kr. I tidligere perioder, var Aïr et pastoralt område, hvilket illustreres med billeder af kvæg og store pattedyr, men i 3000-tallet f.Kr. begyndte ørkenen at brede sig og tuareger fra nord flyttede ind i regionen. Senere kunst viser på krig, med billeder af heste og stridsvogne. Særlig berømt er det fem meter høje maleri af en giraf i Dabous, opdaget i 1999.

## Ténéré-ørkenen
Ténéré-ørkenen omfatter 400,000 km² i det sydlige centrale Sahara. Ørkenen ligger i det nordøstlige Niger og vestlige dele af Tchad, og dens udstrækning defineres almindeligvis af Aïrbjergene i vest, Hoggarbjergene i nord, Djadoplateauet i nordøst, Tibestibjergene i øst og Tchadsøen mod syd.
Navnet Ténéré kommer fra tuaregenes sprog tamasheq, og betyder «ørken», på samme måde som det arabiske ord for ørken, Sahara har givet navn til hele regionen.
Ténéré er ekstremt varmt, karrig og tørt, og har praktisk talt ikke nogee planteliv. Temperaturene kan være så høje som 42 °C om sommeren, og årsnedbøren så beskeden som 25 mm.
Området har ikke altid været en ørken. I Karbontiden var det sjøbunn her, og senere har det være tropiske skove her. Mod vest i området ligger en «dinosaurkirkegård» hvor der har været fundet mange fossiler. Et næsten komplet fossil efter «superkrokodillen» Sarcosuchus imperator blev fundet her på 1950'erne.
I tidlige menneskelig tid var området frugtbart og tilpasset mennesket. Jægere bosatte sig i området for 60.000 år siden i perioden kendt som mellem-paleolitikum. Der er fundet stenredskaber som viser deres historie. I neolitisk tid blev der lavet hulemalerier og der er fundet andre spor efter en jægerkultur. Saharas omdannelse til ørken begyndte ca. 2.500 f.Kr. og siden har befolkningen holdt sig på om lag samme niveau.
Nutidens indbyggere er tuareger fra Aïr og Azawagh. Tre tuareg-klaner (Kel Ayr, Iwillimidan Kel Denneg og Kel Gres) herskede i regionen ind til området blev okkuperet af franske kolonistyrker. Andre folkegrupper i området er hausafolket, songhai, wodaabe (en fulanistamme), maurere og toubou. Tuaregterritoriet blev i 1960 indlemmet i den uafhængige stat Niger.
«Hovedstaden» i Ténéré er byen Agadez, som ligger ved foden af Aïrbjergene. Der findes også nogle oaser i området, knyttet til saltgruber.
Ørkenen er/var også kendt for Det ensomme træ i Ténéré, verdens mest ensomme træ. Træet, et akacietræ, var ind til 1973 det eneste træ i 400 km omkreds. Det stod langs en karavanerute for kamelkaravaner og var i mange år blevet beskyttet af kameldriverne og anset som et beskyttelsesværdigt landemærke. Træet blev påkørt af en libysk lastbilchauffør i 1973 og gik ud. Resterne står nu på museum. Træet er erstattet af en metalmast som varetager rollen som landemærke.

## Eksterne kilder og henvisninger
1. ↑  Aïr et Ténéré Biosphere Reserve unesco.org hentet 8. april 2023

- Wikimedia Commons har flere filer relateret til Aïr og Ténéré naturreservat

UNEP World Conservation Monitoring Centre faktaark